# Sainte-Montaine
Pour les articles homonymes, voir Sainte Montaine.
Sainte-Montaine est une commune française située dans le département du Cher en région Centre-Val de Loire.

## Géographie

### Localisation
Sainte Montaine est située à 35 kilomètres au Sud de Sully sur Loire, près d'Aubigny sur Nère.
La commune fait partie de la communauté de communes Sauldre et Sologne.

### Climat
Pour des articles plus généraux, voir Climat du Centre-Val de Loire et Climat du Cher.
En 2010, le climat de la commune est de type climat océanique dégradé des plaines du Centre et du Nord, selon une étude du CNRS s'appuyant sur une série de données couvrant la période 1971-2000. En 2020, Météo-France publie une typologie des climats de la France métropolitaine dans laquelle la commune est exposée à un climat océanique altéré et est dans la région climatique  Centre et contreforts nord du Massif Central, caractérisée par un air sec en été et un bon ensoleillement. 
Pour la période 1971-2000, la température annuelle moyenne est de 10,9 °C, avec une amplitude thermique annuelle de 15,7 °C. Le cumul annuel moyen de précipitations est de 780 mm, avec 11,5 jours de précipitations en janvier et 7,4 jours en juillet. Pour la période 1991-2020, la température moyenne annuelle observée sur la station météorologique la plus proche, située sur la commune d'Aubigny-sur-Nère à 9 km à vol d'oiseau, est de 11,6 °C et le cumul annuel moyen de précipitations est de 789,1 mm,. Pour l'avenir, les paramètres climatiques de la commune estimés pour 2050 selon différents scénarios d'émission de gaz à effet de serre sont consultables sur un site dédié publié par Météo-France en novembre 2022.

## Urbanisme

### Typologie
Au 1er janvier 2024, Sainte-Montaine est catégorisée commune rurale à habitat dispersé, selon la nouvelle grille communale de densité à sept niveaux définie par l'Insee en 2022.
Elle est située hors unité urbaine. Par ailleurs la commune fait partie de l'aire d'attraction d'Aubigny-sur-Nère, dont elle est une commune de la couronne,. Cette aire, qui regroupe 16 communes, est catégorisée dans les aires de moins de 50 000 habitants,.

### Occupation des sols
L'occupation des sols de la commune, telle qu'elle ressort de la base de données européenne d’occupation biophysique des sols Corine Land Cover (CLC), est marquée par l'importance des forêts et milieux semi-naturels (65,6 % en 2018), une proportion sensiblement équivalente à celle de 1990 (66,2 %). La répartition détaillée en 2018 est la suivante : 
forêts (65,2 %), terres arables (21,4 %), zones agricoles hétérogènes (9,3 %), prairies (2,7 %), eaux continentales (1 %), milieux à végétation arbustive et/ou herbacée (0,4 %).
L'évolution de l’occupation des sols de la commune et de ses infrastructures peut être observée sur les différentes représentations cartographiques du territoire : la carte de Cassini (XVIIIe siècle), la carte d'état-major (1820-1866) et les cartes ou photos aériennes de l'IGN pour la période actuelle (1950 à aujourd'hui).

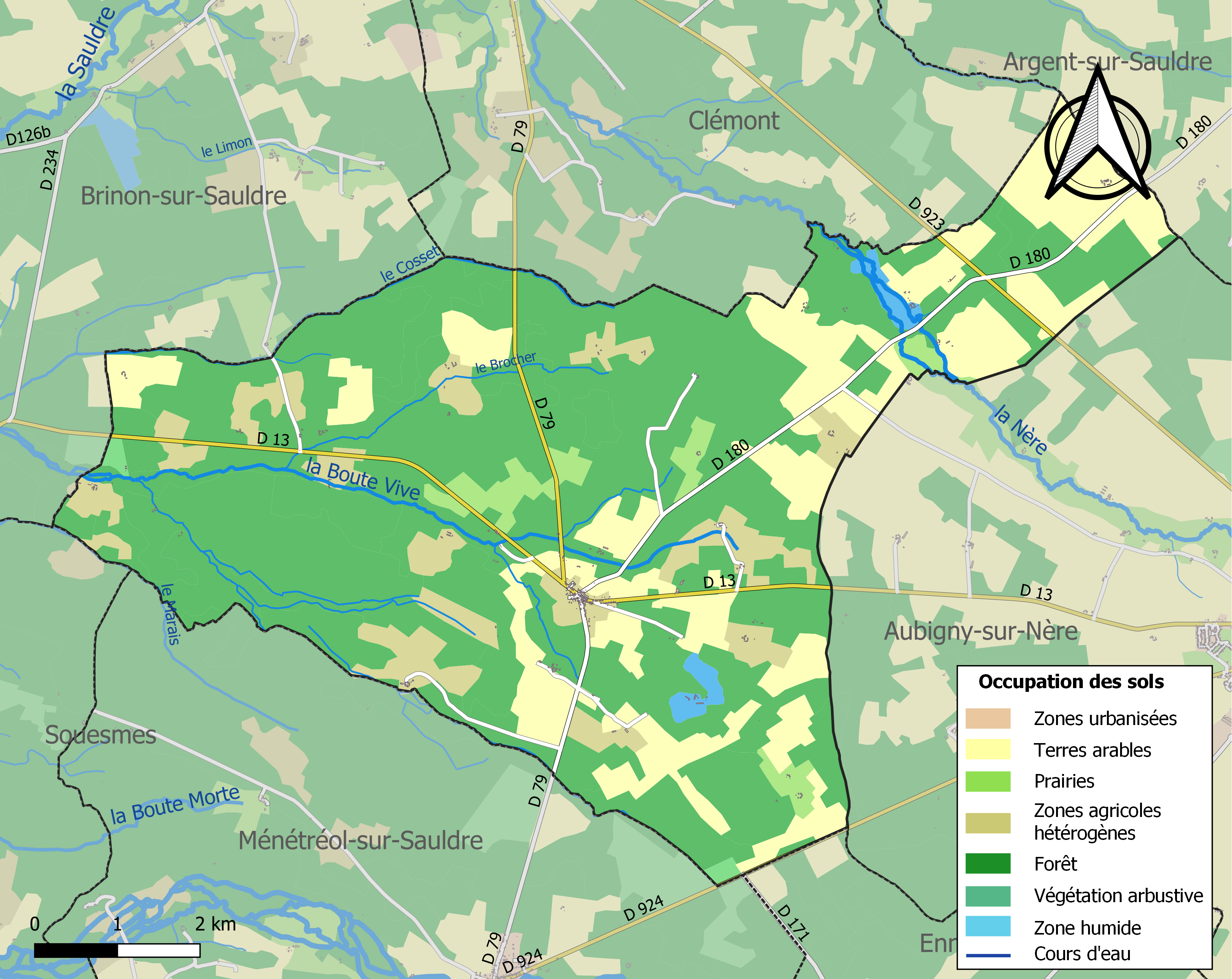
Carte des infrastructures et de l'occupation des sols de la commune en 2018 (CLC).

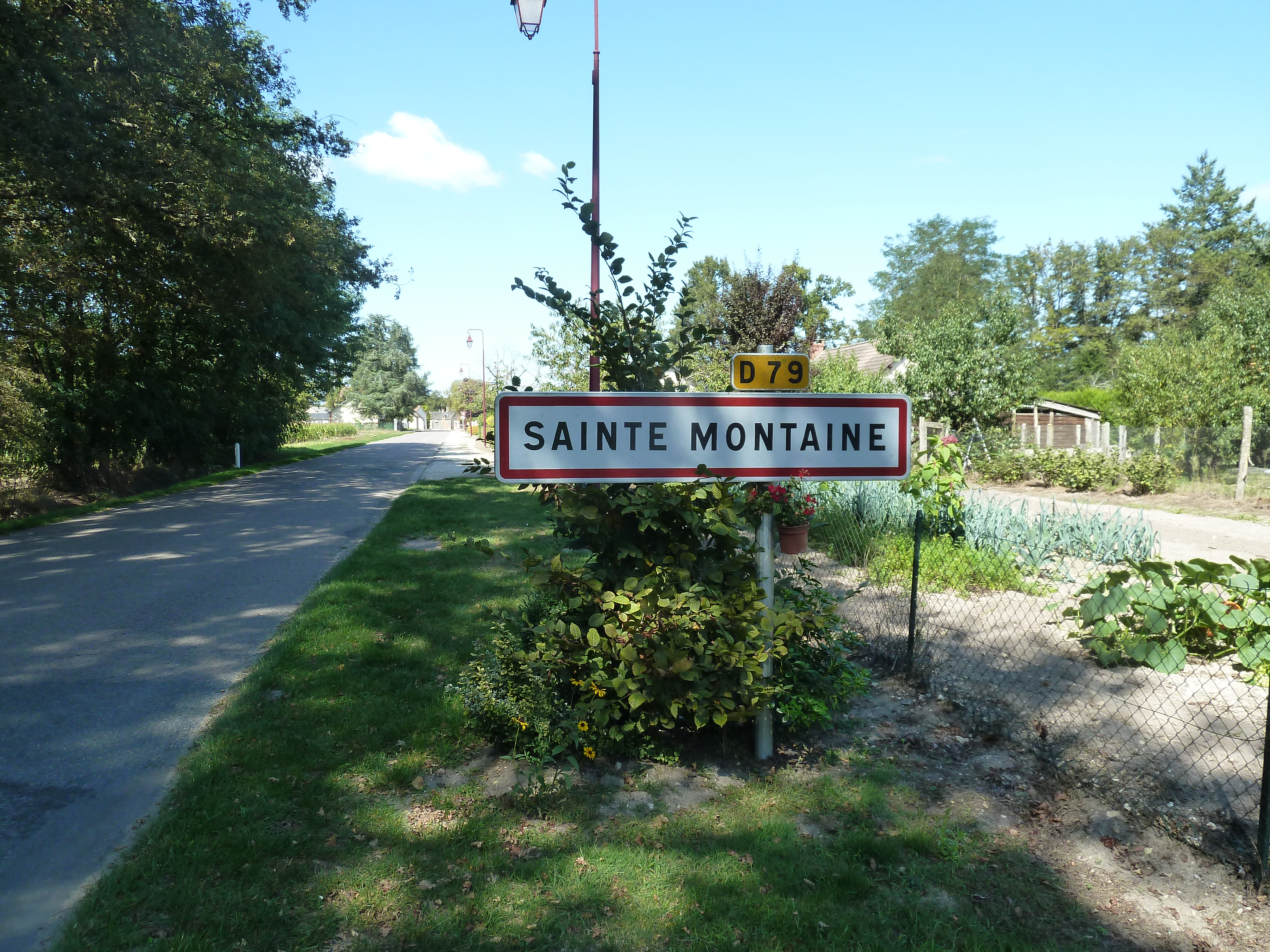
Entrée du village sur la D 79.
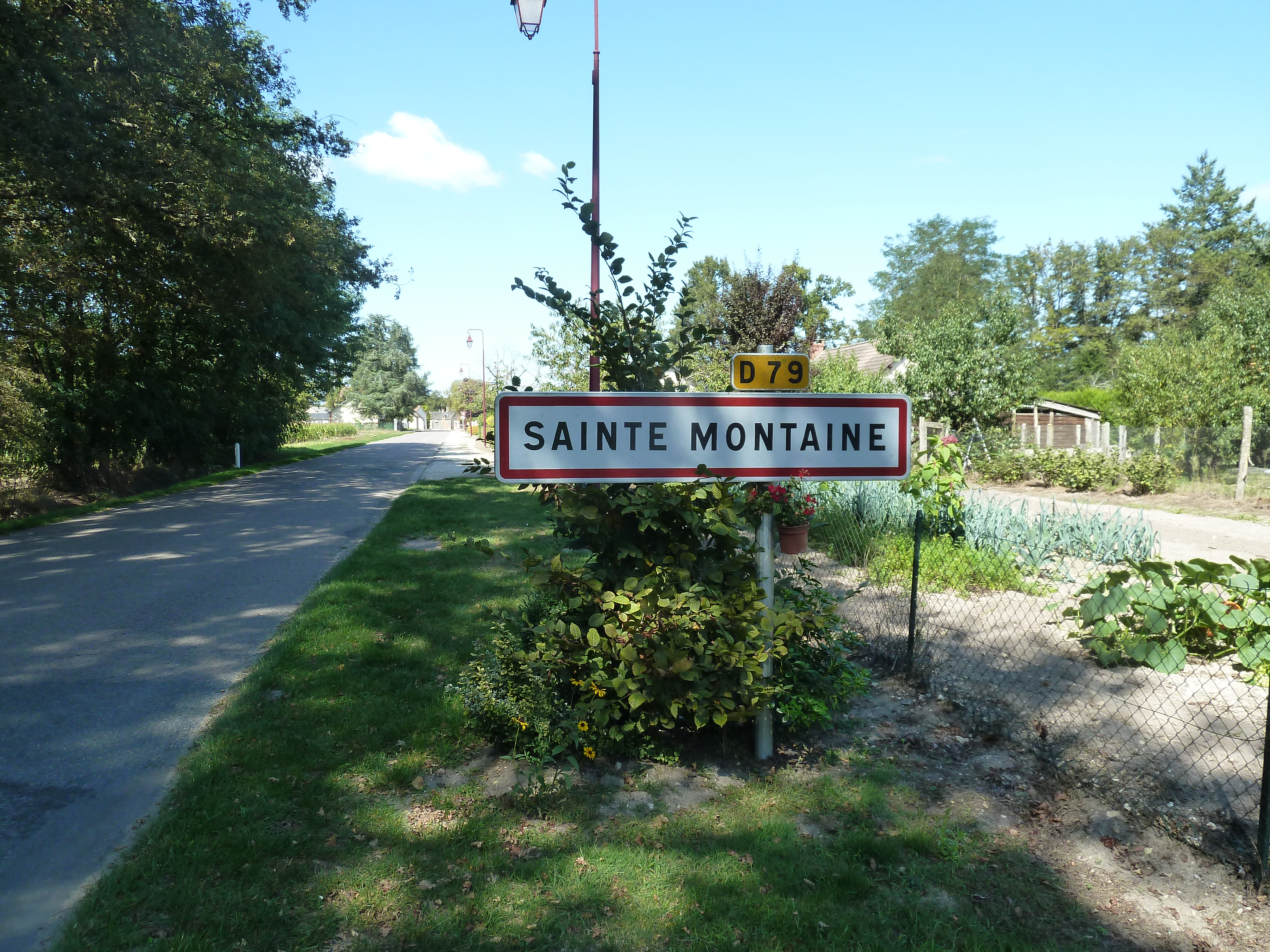
Entrée du village sur la D 79.

### Risques majeurs
Le territoire de la commune de Sainte-Montaine est vulnérable à différents aléas naturels : météorologiques (tempête, orage, neige, grand froid, canicule ou sécheresse), feux de forêts, mouvements de terrains et séisme (sismicité très faible). Un site publié par le BRGM permet d'évaluer simplement et rapidement les risques d'un bien localisé soit par son adresse soit par le numéro de sa parcelle.
Le département du Cher est moins exposé au risque de feux de forêts que le pourtour méditerranéen ou le golfe de Gascogne. Néanmoins la forêt occupe près du quart du département et certaines communes sont très vulnérables, notamment les communes de Sologne dont fait partie Sainte-Montaine. Il est ainsi défendu aux propriétaires de la commune et à leurs ayants droit de porter ou d’allumer du feu dans l'intérieur et à une distance de 200 mètres des bois, forêts, plantations, reboisements ainsi que des landes. L’écobuage est également interdit, ainsi que les feux de type méchouis et barbecues, à l’exception de ceux prévus dans des installations fixes (non situées sous couvert d'arbres) constituant une dépendance d'habitation.

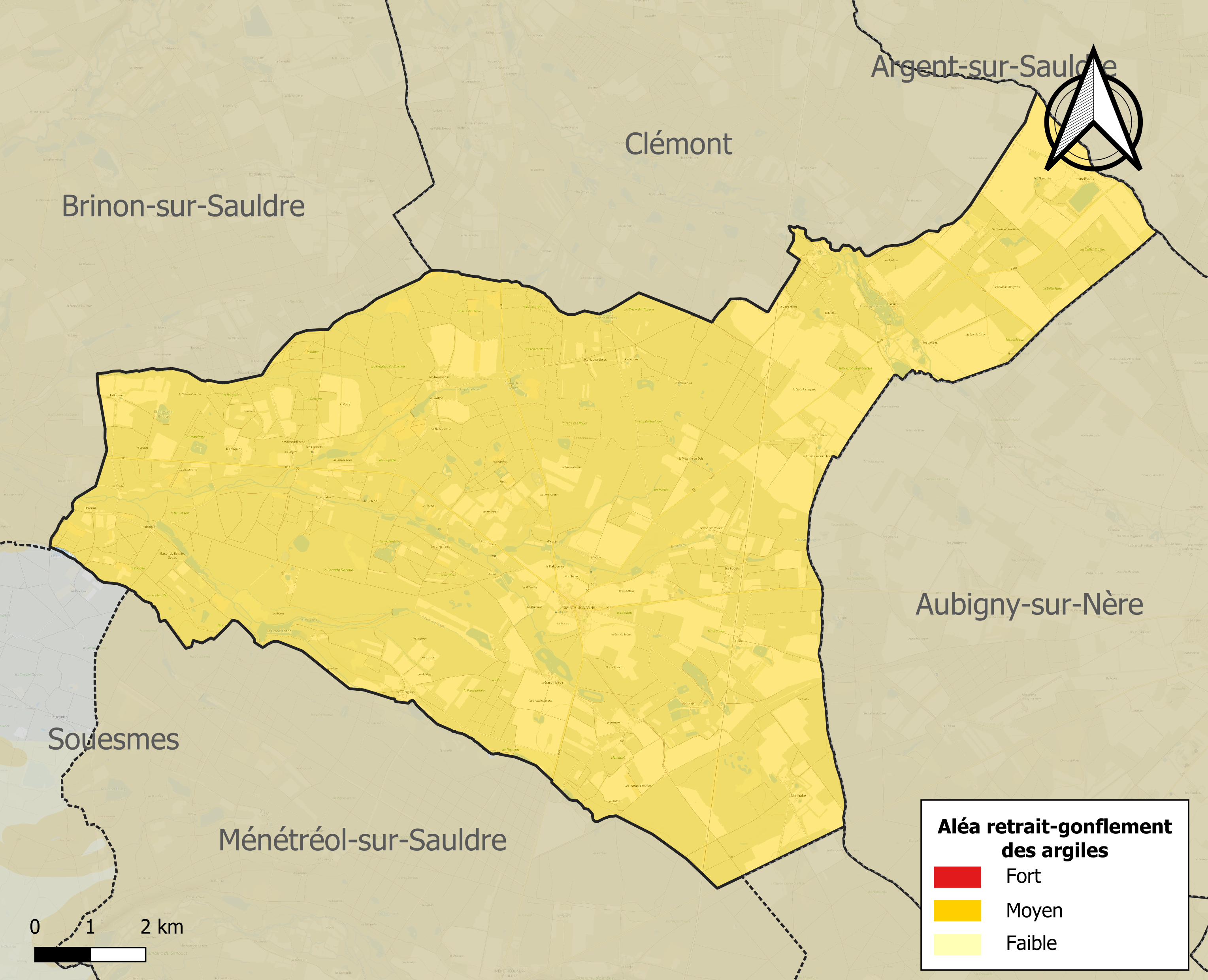
Carte des zones d'aléa retrait-gonflement des sols argileux de Sainte-Montaine.

La commune est vulnérable au risque de mouvements de terrains constitué principalement du retrait-gonflement des sols argileux. Cet aléa est susceptible d'engendrer des dommages importants aux bâtiments en cas d’alternance de périodes de sécheresse et de pluie. La totalité de la commune est en aléa moyen ou fort (90 % au niveau départemental et 48,5 % au niveau national). Sur les 269 bâtiments dénombrés sur la commune en 2019, 269 sont en aléa moyen ou fort, soit 100 %, à comparer aux 83 % au niveau départemental et 54 % au niveau national. Une cartographie de l'exposition du territoire national au retrait gonflement des sols argileux est disponible sur le site du BRGM,.
Concernant les mouvements de terrains, la commune a été reconnue en état de catastrophe naturelle au titre des dommages causés par des mouvements de terrain en 1999.

## Toponymie
Sancta Montana, 1170 (Archives départementales du Cher-7 H, abbaye Notre-Dame de Loroy) ; Dedit eis cadale et vigultum pagani de Sancta Montana, 1174 (Archives départementales du Cher-55 H 4) ; Villa de Sancta Montana, 1218 (Archives départementales du Cher-7 H, abbaye de Loroy) ; Sainte Montayne, 1391 (Archives départementales du Cher-229 G 1) ; Saincte Montane, février 1405 (Archives Nationales-JJ 159, n° 224, fol. 138) ; Saincte Montaigne, mai 1484 (Archives Nationales-JJ 211, n° 469, fol. 104) ; Saincte Montaigne, décembre 1486 (Archives Nationales-JJ 218, n° 155, fol. 91) ; Sainte Montaigne en Berry, 1585 (acte notaire de Bourges) ; Sainte Montaine, 14 novembre 1788 (Archives départementales du Cher-C 1109, Élection de Bourges) ; Sainte Montaine, XVIIIe s. (Carte de Cassini).
La commune s'appelait autrefois Saint-Firmin-des-Bois, avant de prendre le nom de Sainte-Montaine.

## Histoire
Il existe des traces d'une occupation gauloise.
Ce fut le lieu d'une seigneurie dès le XIIIe siècle.
La mairie porte une plaque rappelant Marguerite Audoux qui fut bergère sur la commune.

## Politique et administration
| Période  | Période  | Identité                                            | Étiquette | Qualité                    |
| -------- | -------- | --------------------------------------------------- | --------- | -------------------------- |
| 1884     | 1888     | Ferdinand Pinelle                                   |           |                            |
| 1888     | 1889     | Paul Barbellion                                     |           |                            |
| 1889     | 1896     | Sébastien Debarre                                   |           |                            |
| 1896     | 1897     | Comte de la Guere                                   |           |                            |
| 1897     | 1898     | Comte René de Pomyers                               |           |                            |
| 1898     | 1913     | Paul Barbellion                                     |           |                            |
| 1913     | 1935     | Louis Leclair                                       |           |                            |
| 1935     | 1942     | Comte Xavier de Pomyers                             |           |                            |
| 1942     | 1943     | M. Bancelin (délégation spéciale)                   |           |                            |
| 1943     | 1945     | Albert Notin (délégation spéciale puis élu en 1944) |           |                            |
| 1945     | 1953     | Eugène Hanquez                                      |           |                            |
| 1953     | 1959     | Jacques Barbellion                                  |           |                            |
| 1959     | 2008     | Olivier Debarre                                     |           |                            |
| 2008     | 2018     | Hervé de Pomyers                                    |           |                            |
| 2018     | 2020     | Jean-Bernard Grimault                               |           | Retraité de l'enseignement |
| mai 2020 | En cours | Jean-Yves Debarre,                                  |           | Profession libérale        |

## Démographie
L'évolution du nombre d'habitants est connue à travers les recensements de la population effectués dans la commune depuis 1793. Pour les communes de moins de 10 000 habitants, une enquête de recensement portant sur toute la population est réalisée tous les cinq ans, les populations de référence des années intermédiaires étant quant à elles estimées par interpolation ou extrapolation. Pour la commune, le premier recensement exhaustif entrant dans le cadre du nouveau dispositif a été réalisé en 2005.

En 2022, la commune comptait 167 habitants, en évolution de −8,74 % par rapport à 2016 (Cher : −2,48 %, France hors Mayotte : +2,11 %).
| 1793 | 1800 | 1806 | 1821 | 1831 | 1836 | 1841 | 1846 | 1851 |
| ---- | ---- | ---- | ---- | ---- | ---- | ---- | ---- | ---- |
| 490  | 490  | 969  | 438  | 492  | 491  | 514  | 559  | 581  |

| 1856 | 1861 | 1866 | 1872 | 1876 | 1881 | 1886 | 1891 | 1896 |
| ---- | ---- | ---- | ---- | ---- | ---- | ---- | ---- | ---- |
| 554  | 543  | 598  | 608  | 618  | 639  | 626  | 616  | 659  |

| 1901 | 1906 | 1911 | 1921 | 1926 | 1931 | 1936 | 1946 | 1954 |
| ---- | ---- | ---- | ---- | ---- | ---- | ---- | ---- | ---- |
| 689  | 661  | 649  | 575  | 503  | 465  | 454  | 392  | 340  |

| 1962 | 1968 | 1975 | 1982 | 1990 | 1999 | 2005 | 2006 | 2010 |
| ---- | ---- | ---- | ---- | ---- | ---- | ---- | ---- | ---- |
| 290  | 253  | 226  | 233  | 206  | 170  | 212  | 214  | 195  |

| 2015 | 2020 | 2022 | - | - | - | - | - | - |
| ---- | ---- | ---- | - | - | - | - | - | - |
| 186  | 168  | 167  | - | - | - | - | - | - |

## Culture locale et patrimoine

### Lieux et monuments
- La chapelle de Sainte-Montaine (dite la Belle-Fontaine), situé à la source de la Boute Vive (un ruisseau, affluent de la Grande Sauldre), il s'agît probablement d'un lieu de culte pré-chrétien. Il est considéré comme un lieu du miracle. Il est dit que c'est là que la sainte, protectrice de la Sologne, Sainte Montaine, aurait laissé tomber sa cruche. Elle a ensuite rempli d'eau un panier d'osier qui ne s'est pas vidé. C'est un lieu de pèlerinage le lundi de Pentecôte[24],[25]. Dans la région, on lui attribue de soigner les rhumatismes, guérir l’urticaire ou aide à avoir un enfant. L'eau de la source ne dépasse jamais les six degrés[17]. La source traverse un lavoir du XIXe siècle[26].
- Musée Marguerite Audoux : Musée dédié à Marguerite Audoux (1863-1937), bergère devenue romancière et gagnante du Prix Femina de 1910[27].

### Personnalités liées à la commune
- Sainte Montaine qui donne le nom à la commune y aurait vécu à proximité.
- Marguerite Audoux (1863-1937), écrivain, y travailla comme bergère dans sa jeunesse. Un musée lui est consacré sur la commune.
- Claude Seignolle, né le 25 juin 1917 à Périgueux (Dordogne) et mort le 13 juillet 2018 à Châtenay-Malabry (Hauts-de-Seine), est un écrivain, folkloriste et éditeur français, considéré comme l'un des plus grands auteurs de littérature fantastique et horrifique de son siècle. Il habita le village[28].